# Campomarino Lido
Campomarino Lido è una delle quattro frazioni di Campomarino. Si trova fra il mare Adriatico e la strada statale 16 Adriatica. Vi ha sede, oltre le numerose attività turistiche,  la stazione ferroviaria di Campomarino.
Diversamente dal periodo estivo, quando il posto è affollato di turisti, durante l'inverno in questa frazione risiede un piccolo numero di famiglie.
Distante meno di un chilometro dal centro del  paese, è meta di turismo estivo balneare e presenta un Porticciolo Turistico di recente costruzione. Le spiagge, ampie e pulite,  sono circondate da rigogliose pinete che vanno dal Saccione alla foce del fiume  Biferno, dove la costa è arcuata e chiusa a nord da un promontorio sul quale sorgono Termoli e il suo porto.
L'afflusso turistico, secondo i dati dell'Ente provinciale del Turismo, anno 1995, consta di circa 100.000 presenze nel periodo estivo.
Nel 2004 e in altri anni, i mari di Campomarino hanno ottenuto la bandiera Blu per la salubrità e la bellezza dei luoghi, assieme a Termoli, altro comune costiero e turistico del Molise.

## Galleria d'immagini

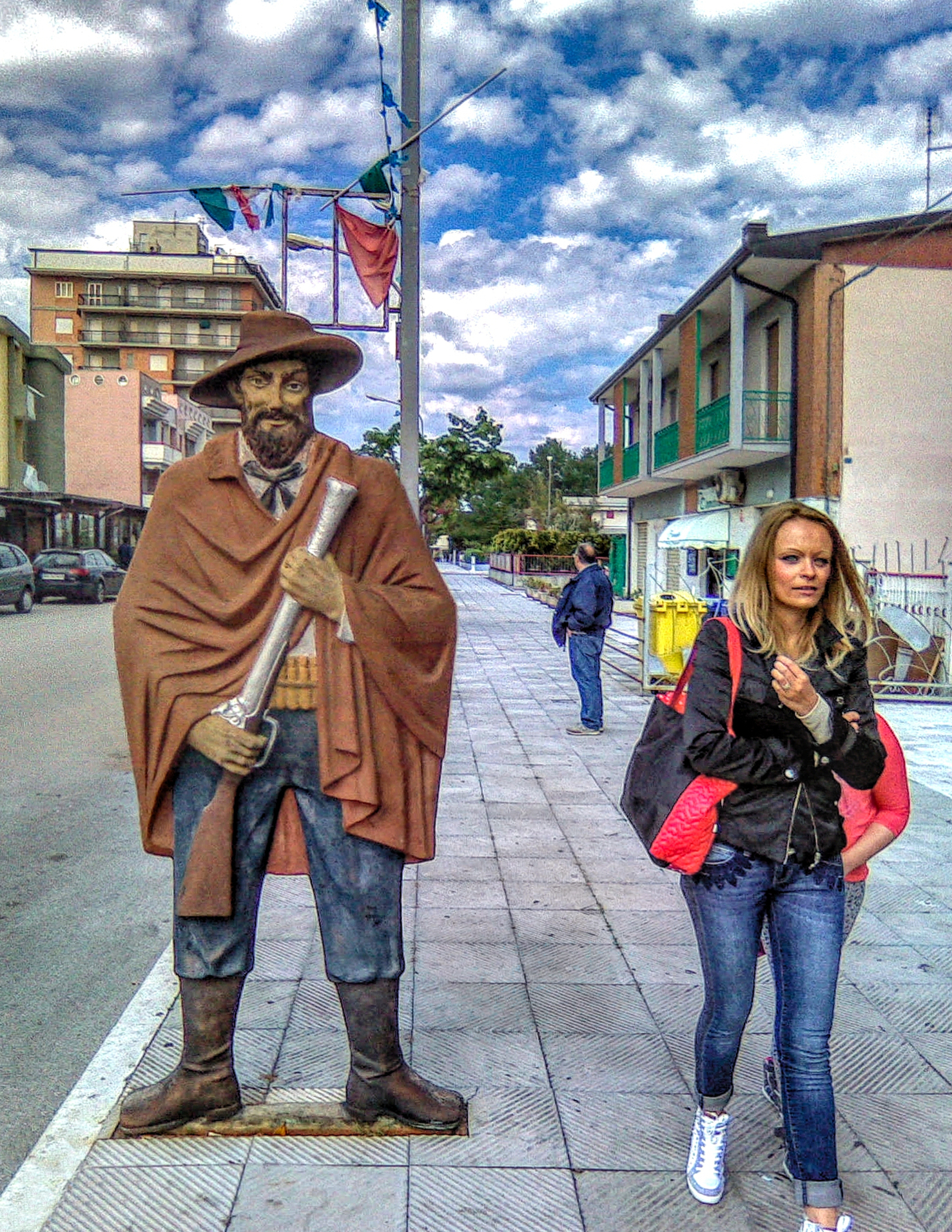
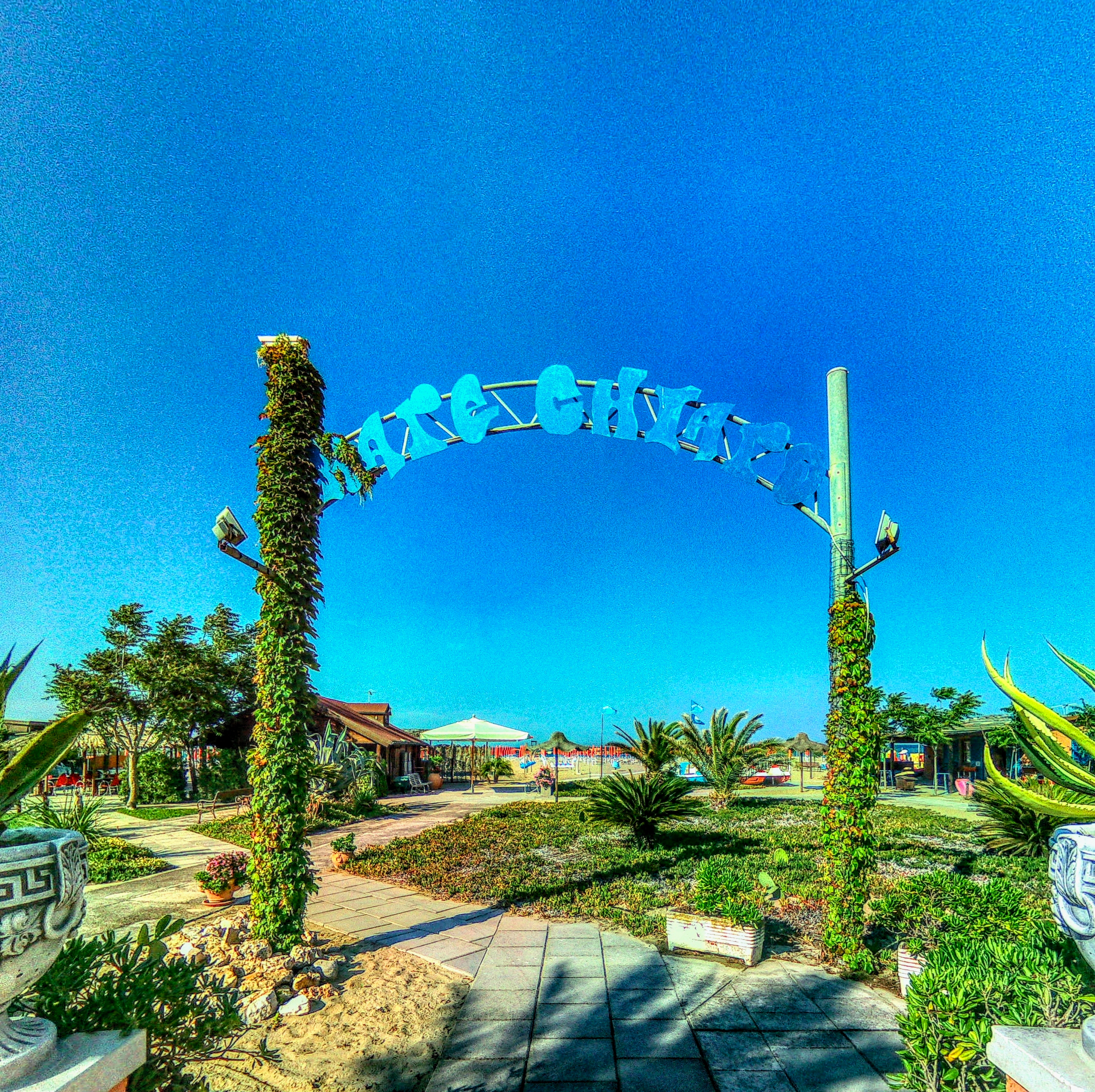